# Città di Boroondara
La città di Boroondara è una Local Government Area che si trova nello Stato di Victoria. Essa si estende su una superficie di 60 chilometri quadrati e ha una popolazione di 159.184 abitanti. La sede del consiglio si trova a Camberwell.

## Amministrazione

### Gemellaggi
Same, dal 2001